# Llista de topònims de Barbens
Llista de topònims (noms propis de lloc) del municipi de Barbens, a Pla d'Urgell
Informació actualitzada per un bot. Els canvis manuals es perdran quan s'actualitzi!

## cabana
| imatge | Nom                | Ubicat a | instància de | Detalls | coordenades                                                         | Protecció | Commons (més fotos) | Dades a WD                    |
| ------ | ------------------ | -------- | ------------ | ------- | ------------------------------------------------------------------- | --------- | ------------------- | ----------------------------- |
|        | cobert del Gili    | Barbens  | cabana       |         | 41° 40′ 36″ N, 1° 00′ 46″ E / 41.6766612806879°N,1.01281911462732°E |           |                     | Modifica les dades a Wikidata |
|        | cobert del Jacques | Barbens  | cabana       |         | 41° 41′ 26″ N, 1° 01′ 00″ E / 41.6905995028869°N,1.01676381353371°E |           |                     | Modifica les dades a Wikidata |
|        | cobert del Sastre  | Barbens  | cabana       |         | 41° 41′ 00″ N, 1° 01′ 34″ E / 41.6832041918735°N,1.02612200418083°E |           |                     | Modifica les dades a Wikidata |
|        | era del Quelic     | Barbens  | cabana       |         | 41° 40′ 38″ N, 1° 00′ 41″ E / 41.6772499234302°N,1.01144349092033°E |           |                     | Modifica les dades a Wikidata |

## entitat singular de població
| imatge | Nom         | Ubicat a | instància de                                   | Detalls | coordenades                                                                | Protecció | Commons (més fotos) | Dades a WD                    |
| ------ | ----------- | -------- | ---------------------------------------------- | ------- | -------------------------------------------------------------------------- | --------- | ------------------- | ----------------------------- |
|        | Aguilella   | Barbens  | entitat singular de població                   | 4 hab   | 41° 41′ 52″ N, 1° 04′ 51″ E / 41.697756307871°N,1.0808630893319°E 304 msnm |           |                     | Modifica les dades a Wikidata |
|        | Barbens     | Barbens  | entitat singular de població capital municipal | 899 hab | 41° 40′ 00″ N, 1° 01′ 00″ E / 41.66667°N,1.01667°E 282 msnm                |           |                     | Modifica les dades a Wikidata |
|        | el Bullidor | Barbens  | entitat singular de població                   | 5 hab   | 41° 41′ 30″ N, 1° 00′ 58″ E / 41.6918°N,1.01598°E 274 msnm                 |           | El Bullidor         | Modifica les dades a Wikidata |

## granja
| imatge | Nom                 | Ubicat a | instància de | Detalls | coordenades                                                         | Protecció | Commons (més fotos) | Dades a WD                    |
| ------ | ------------------- | -------- | ------------ | ------- | ------------------------------------------------------------------- | --------- | ------------------- | ----------------------------- |
|        | Granja Caelles      | Barbens  | granja       |         | 41° 41′ 17″ N, 1° 01′ 13″ E / 41.6881198329787°N,1.0202523706118°E  |           |                     | Modifica les dades a Wikidata |
|        | Granja Sisteró      | Barbens  | granja       |         | 41° 40′ 55″ N, 1° 01′ 02″ E / 41.6818794959889°N,1.01718787604669°E |           |                     | Modifica les dades a Wikidata |
|        | Granja de l'Adolfo  | Barbens  | granja       |         | 41° 40′ 25″ N, 1° 01′ 29″ E / 41.6735701581123°N,1.02472269105967°E |           |                     | Modifica les dades a Wikidata |
|        | Granja del Juanito  | Barbens  | granja       |         | 41° 41′ 12″ N, 1° 01′ 59″ E / 41.686729424835°N,1.0331632219872°E   |           |                     | Modifica les dades a Wikidata |
|        | Quadra del Carreter | Barbens  | granja       |         | 41° 40′ 46″ N, 1° 01′ 32″ E / 41.679464236007°N,1.02546745531256°E  |           |                     | Modifica les dades a Wikidata |

## masia
| imatge | Nom              | Ubicat a | instància de | Detalls | coordenades                                                         | Protecció | Commons (més fotos) | Dades a WD                    |
| ------ | ---------------- | -------- | ------------ | ------- | ------------------------------------------------------------------- | --------- | ------------------- | ----------------------------- |
|        | Cal Delfín       | Barbens  | masia        |         | 41° 40′ 33″ N, 1° 01′ 16″ E / 41.6757797299317°N,1.02123137648439°E |           |                     | Modifica les dades a Wikidata |
|        | Cal Sociats      | Barbens  | masia        |         | 41° 41′ 36″ N, 1° 04′ 28″ E / 41.6932932077197°N,1.07451584464674°E |           |                     | Modifica les dades a Wikidata |
|        | Masia Milió      | Barbens  | masia        |         | 41° 41′ 39″ N, 1° 04′ 47″ E / 41.6942178469897°N,1.07971546703248°E |           |                     | Modifica les dades a Wikidata |
|        | Masia Paner      | Barbens  | masia        |         | 41° 41′ 08″ N, 1° 01′ 08″ E / 41.68558333°N,1.01893028°E            |           |                     | Modifica les dades a Wikidata |
|        | Masia Perot      | Barbens  | masia        |         | 41° 41′ 42″ N, 1° 04′ 58″ E / 41.6950635890681°N,1.082898769638°E   |           |                     | Modifica les dades a Wikidata |
|        | Masia del Burló  | Barbens  | masia        |         | 41° 40′ 24″ N, 1° 01′ 35″ E / 41.673415555783°N,1.0263287716546°E   |           |                     | Modifica les dades a Wikidata |
|        | Masia del Pau    | Barbens  | masia        |         | 41° 40′ 48″ N, 1° 00′ 26″ E / 41.6799°N,1.00713°E                   |           |                     | Modifica les dades a Wikidata |
|        | Masia del Quintí | Barbens  | masia        |         | 41° 41′ 02″ N, 1° 04′ 01″ E / 41.6839274402663°N,1.06706977746264°E |           |                     | Modifica les dades a Wikidata |
|        | la Mina          | Barbens  | masia        |         | 41° 41′ 19″ N, 1° 01′ 10″ E / 41.6885585373182°N,1.01957806460846°E |           |                     | Modifica les dades a Wikidata |

## Misc
| imatge | Nom                          | Ubicat a                                     | instància de             | Detalls                                          | coordenades | Protecció                                            | Commons (més fotos)                | Dades a WD                    |
| ------ | ---------------------------- | -------------------------------------------- | ------------------------ | ------------------------------------------------ | --- | ---------------------------------------------------- | ---------------------------------- | ----------------------------- |
|        | Cal Veciana                  | Barbens                                      | casa                     | Estil: arquitectura del Renaixement              | 41° 40′ 43″ N, 1° 01′ 06″ E / 41.6787°N,1.01825°E ca:Plaça de l'Església / Plaça Cavallers de Malta                                | bé integrant del patrimoni cultural català           | Cal Veciana (Barbens)              | Modifica les dades a Wikidata |
|        | Castell del Bullidor         | el Bullidor                                  | castell                  | Estil: arquitectura popular                      | 41° 41′ 29″ N, 1° 00′ 56″ E / 41.6914°N,1.01567°E                                                                                  | bé cultural d'interès nacional                       | Castell i església del Bullidor    | Modifica les dades a Wikidata |
|        | Comanda de Barbens           | Barbens                                      | edifici                  | 16th century                                     | 41° 40′ 45″ N, 1° 01′ 07″ E / 41.6792°N,1.01856°E ca:Plaça de l'Església, Barbens 281 msnm                                         | bé d'interès cultural bé cultural d'interès nacional | Comanda de Barbens                 | Modifica les dades a Wikidata |
|        | Festa de la Poma             | Barbens                                      | fira                     |                                                  | |                                                      |                                    | Modifica les dades a Wikidata |
|        | Lo Tossal                    | Barbens                                      | muntanya                 |                                                  | 41° 42′ 06″ N, 1° 05′ 36″ E / 41.7016°N,1.09347°E 347.5 msnm                                                                       |                                                      |                                    | Modifica les dades a Wikidata |
|        | Nucli antic de Barbens       | Barbens                                      | centre històric          | Estil: arquitectura popular                      | 41° 40′ 41″ N, 1° 01′ 03″ E / 41.6781°N,1.01752°E                                                                                  | bé cultural d'interès local                          | Nucli antic de Barbens             | Modifica les dades a Wikidata |
|        | Santa Maria                  | Barbens                                      | església                 | Estil: arquitectura romànica arquitectura gòtica | 41° 40′ 44″ N, 1° 01′ 07″ E / 41.6788°N,1.0186°E                                                                                   | bé cultural d'interès local                          | Església de Santa Maria de Barbens | Modifica les dades a Wikidata |
|        | canal d'Urgell               | Noguera Urgell Pla d'Urgell Garrigues Segrià | canal de reg             | Desemboca: Segre Llarg: 144.2km                  | 41° 55′ 47″ N, 1° 09′ 50″ E / 41.92977111111111°N,1.16391°E 41° 34′ 27″ N, 0° 34′ 37″ E / 41.57407111111111°N,0.5769580555555556°E |                                                      | Canal d'Urgell                     | Modifica les dades a Wikidata |
|        | casa consistorial de Barbens | Barbens                                      | casa consistorial        |                                                  | 41° 40′ 45″ N, 1° 01′ 07″ E / 41.6791403°N,1.0185784°E                                                                             |                                                      |                                    | Modifica les dades a Wikidata |
|        | creu de terme de Bullidor    | Barbens                                      | creu de terme            | Estil: Renaixement                               | 41° 40′ 44″ N, 1° 01′ 06″ E / 41.679°N,1.01835°E                                                                                   | bé cultural d'interès nacional                       | Creu de terme de Bullidor          | Modifica les dades a Wikidata |
|        | el Bullidor                  | Barbens el Bullidor                          | antic municipi d'Espanya |                                                  | 41° 41′ 30″ N, 1° 00′ 57″ E / 41.6917°N,1.0157°E                                                                                   |                                                      |                                    | Modifica les dades a Wikidata |